# Liste d'îles lacustres
Cet article recense les îles lacustres, c'est-à-dire baignant dans une étendue d'eau fermée (mer intérieure, lac, réservoir artificiel).

## Par superficie

### Îles actuelles
La liste suivante recense les îles lacustres de plus de 100 km2,,.
| Île                   | Lac                                                               | Pays                             | Superficie (km2) | Notes | Image |
| --------------------- | ----------------------------------------------------------------- | -------------------------------- | ---------------- | --- | ----- |
| Île Manitoulin        | Lac Huron                                                         | Canada                           | 2 766            | |       |
| Île René-Levasseur    | Réservoir Manicouagan                                             | Canada                           | 2 000            | Lac de barrage |       |
| Soisalo               | Lacs Kallavesi, Suvasvesi, Kerma, Ruokovesi, Haukivesi et Unnukka | Finlande                         | 1 638            | Les lacs entourant Soisalo ne sont pas tous au même niveau : la différence d'altitude atteint 6 m. Le statut d'île lacustre de Soisalo est sujet à caution.                        |       |
| Sääminginsalo         | Lacs Haukivesi, Puruvesi et Pihlajavesi                           | Finlande                         | 1 069            | Les lacs entourant Sääminginsalo sont situés au même niveau, mais l'île n'est complètement séparée de la terre que par un canal artificiel, le canal de Raikuu, construit en 1750. |       |
| Flevoland             | IJsselmeer                                                        | Pays-Bas                         | 948              | Polder artificiel entouré par l'IJsselmeer, lac d'eau douce également artificiel. Plus grande île artificielle du monde.                                                           |       |
| Olkhon                | Lac Baïkal                                                        | Russie                           | 730              | |       |
| Samosir               | Lac Toba                                                          | Indonésie                        | 630              | Ancienne presqu'île, devenue une île à la suite du creusement d'un canal à travers l'isthme qui la relie à la rive                                                                 |       |
| Isle Royale           | Lac Supérieur                                                     | États-Unis                       | 541              | |       |
| Île Oukéréoué         | Lac Victoria                                                      | Tanzanie                         | 530              | |       |
| Île Saint-Joseph (en) | Lac Huron                                                         | Canada                           | 365              | |       |
| Île Drummond (en)     | Lac Huron                                                         | États-Unis                       | 347              | |       |
| Idjwi                 | Lac Kivu                                                          | République démocratique du Congo | 285              | |       |
| Ometepe               | Lac Nicaragua                                                     | Nicaragua                        | 276              | |       |
| Île Bugala            | Lac Victoria                                                      | Ouganda                          | 275              | |       |
| Île Saint-Ignace      | Lac Supérieur                                                     | Canada                           | 274              | |       |
| Île Big Simpson       | Grand lac des Esclaves                                            | Canada                           | 251              | |       |
| Île Blanchet (ceb)    | Grand lac des Esclaves                                            | Canada                           | 240              | |       |
| Île Buvuma (en)       | Lac Victoria                                                      | Ouganda                          | 230              | |       |
| Île Rubondo           | Lac Victoria                                                      | Tanzanie                         | 210              | |       |
| Île sans nom          | Lac de Sobradinho                                                 | Brésil                           | 200              | Lac de barrage |       |
| Île Glover            | Grand Lac                                                         | Canada                           | 190              | Lac de barrage |       |
| Île Michipicoten      | Lac Supérieur                                                     | Canada                           | 180              | |       |
| Île Preble (ceb)      | Grand lac des Esclaves                                            | Canada                           | 180              | |       |
| Île Cockburn          | Lac Huron                                                         | Canada                           | 175              | |       |
| Hurissalo             | Lietvesi                                                          | Finlande                         | 174              | |       |
| Partalansaari         | Saimaa                                                            | Finlande                         | 170              | |       |
| Île Hecla (fi)        | Lac Winnipeg                                                      | Canada                           | 151              | |       |
| Île Beaver            | Lac Michigan                                                      | États-Unis                       | 144              | |       |
| Île Sugar             | Lac Nicolet - Lac George                                          | États-Unis                       | 130              | |       |
| Île Wolfe             | Lac Ontario                                                       | Canada                           | 124              | |       |
| Viljakansaari         | Lac Pihlajavesi                                                   | Finlande                         | 115              | |       |
| Île Antelope          | Grand Lac Salé                                                    | États-Unis                       | 110              | |       |
| Île Noire (ceb)       | Lac Winnipeg                                                      | Canada                           | 105              | |       |

### Anciennes îles
L'île de Vozrojdénia, dans la mer d'Aral, est devenue une péninsule en 2002 à la suite de la baisse considérable du niveau de l'eau. Mesurant environ 200 km2 au XIXe siècle, elle en couvrait jusqu'à 2 300 km2 juste avant son rattachement à la rive.
L'île Shahi (en) était la plus grande île du lac d'Ourmia, en Iran, atteignant 230 km2. Le niveau du lac ayant considérablement baissé, l'île est reliée à la rive orientale depuis le XXIe siècle.

## Lacs de cratères
De nombreux lacs de cratères contiennent des îles :
- Caldeira :
  - Îles Teodoro Wolf et Yerovi, Cuicocha, Équateur
  - Île Wizard et Phantom Ship, Crater Lake, Oregon, États-Unis
  - Île du lac Wenchi, Éthiopie
  - Samosir, lac Toba, Sumatra, Indonésie
  - Bisentina et Martana, lac de Bolsena, Italie
  - Île Kamuishu, lac Mashū, Hokkaidō, Japon
  - Île Nakano, lac Tōya, Hokkaidō, Japon
  - Île Motutaiko, lac Taupo, Nouvelle-Zélande
  - Île du lac Taal, Luçon, Philippines
  - Îles Samang, Chayachy, Serdtse, Nizkii et and Glinyanii, lac Kourile, Kamtchatka, Russie
  - Île Teopan, lac de Coatepeque, Salvador
  - Islas Quemadas, lac Ilopango, Salvador
  - Îles Lahi, Molemole, Si'i, et A'ali, lac Vai Lahi, Niuafo'ou, Tonga
  - Meke Dağı, lac Meke Golu, Turquie

- Cratères d'impact :
  - Île René-Levasseur, réservoir Manicouagan, Québec, Canada ; l'île contient également plusieurs lacs qui possèdent à leur tour leurs propres îles.
  - Sollerön, Siljan, Suède

## Îles lacustres sur une île lacustre
Plusieurs îles lacustres suffisamment grandes possèdent à leur tour des lacs, lesquels peuvent eux-mêmes contenir des îles. Parmi elles :
- L'île Manitoulin possède plusieurs lacs, certains possédant leurs propres îles ; le lac Mindemoya contient la plus grande d'entre elles, l'Île Treasure.
- L'île René-Levasseur est également dans ce cas.
- L'île Glover, sur Grand Lac, Terre-Neuve, possède plusieurs lacs ; le plus grand d'entre eux comporte sept îles. Terre-Neuve étant une île, il s'agit d'îles lacustres situées sur une île lacustre elle-même située sur une île.
- Volcano Island, dans le lac de cratère du Taal aux Philippines, contient son propre lac de cratère ; le piton volcanique du volcan est, là aussi, une île dans une île sur une île.